# Герб Томска
Герб Томска — официальный символ города Томска, административного центра Томской области. Символика города прослеживается с XVII века, современный герб ведёт своё начало с 1785 года, нынешний герб утверждён Решением городской Думы Томска 27 августа 2019 года «Об утверждении Положения об официальных символах муниципального образования "Город Томск"».

## Описание
Официальное описание:
В зелёном поле восстающий серебряный конь. Девиз "ТРУДОМ И ЗНАНИЕМ" начертан зелёными литерами на серебряной ленте. Щит увенчан золотой башенной короной о пяти зубцах.
Герб и флаг Города Томска отражают преемственность исторических традиций Города Томска, его культурные особенности.

## История
Печать Томского воеводы
В XVII веке герба Томска не существовало, однако имеются сведения об эмблеме, изображаемой на печати томского воеводы.
В 1620—1630-х годах шёл поэтапный процесс выделения в самостоятельный орган Сибирского приказа из Приказа Казанского дворца. Очевидно, что проходила реформа, связанная с улучшением управления Сибирью. В 1629-м году был образован Томский разряд — специальное административно-территориальная единица, а Томск приобрёл значение второго по значимости сибирского города.  «Наказная память томских воевод» от 14 июля 1633 года свидетельствовала, что в Томске использовалась государева печать. Самым ранним изображением такой печати можно считать оттиск в «Окладной книге сибирских городов» (1697), хранящейся в Отделе рукописей Государственного Исторического Музея. Печать датируется временем правления Михаила Фёдоровича (1613—1645). Основной символ на печати томского воеводы — эмблема Царства Сибирского. Описание печати в книге следующее: «У города великого государя на печати вырезана каруна, а в ней два зверя, соболь да лисица, а около печати вырезано: “Печать государева Томского города”»
Также есть сведения, что на печати Томска изображалась царская корона. Об этом свидетельствует роспись городских печатей 1635 года, помещённая в «Служебной чертежной книге» (составлена  С.У. Ремезовым в начале XVIII в.): «На томской — коруна, а рядом вырезано: "Печать государева Томского города"». Возможно, что описанная в книге Ремезова печать — это все тот же сибирский герб, а «коруна» упомянута как основная и наиболее заметная часть герба.
Герб Томского гарнизонного полка

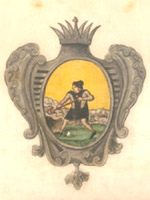
Герб на знамени Томского гарнизонного полка

В июне 1728 года Верховный тайный совет издал указ о введении нового образца полковых знамён с государственным и городским гербами. В 1729 году под руководством обер-директора над фортификацией генерала Б.К. Миниха и при участии художника Андрея Баранова (живописца А.Д. Меншикова) был составлен Знамённый гербовник. 8 марта 1730 года новые гербы для полковых знамён были утверждены. Герб на знамени Томского гарнизонного полка имел следующее описание: «Человек, стоящий в рудокопном платье, в руках рудокопательные инструменты, поле жёлтое». Изображение рудокопа на гербе было связано с тем, что к началу XVII века в Сибири, и в частности в Томском уезде, велись поиски руд и разрабатывались месторождения полезных ископаемых. В 1720-х годах в Томском уезде были обнаружены рудные залежи, и началось строительство металлургических заводов в Гурьевске и Колывани, а на реке Коштак, в пяти днях езды от Томска, была найдена серебряная руда. Но сам город Томск не стал промышленным центром, и через полвека рудокоп исчез с городского герба.
По всей видимости, появление герба для полковых знамён не привело к изменению изображения на городской печати. Во всяком случае, в «Описании Томского уезда Тобольской провинции в Сибири в нынешнем его положении, в октябре 1734 г.» Г.-Ф. Миллера описана печать Томска, на которой изображён все тот же сибирский герб: «На печати города изображено: пустой щит, который держат два стоящих вертикально соболя; над ними корона и вокруг стоят слова: Печать ея императорского величества города Томска». Такое же изображение присутствует на рукописной Генеральной карте Сибири 1765 года, копированной сержантом Моисеевым (экземпляры имеются в РГАДА и РГВИА).
Герб 1785 года

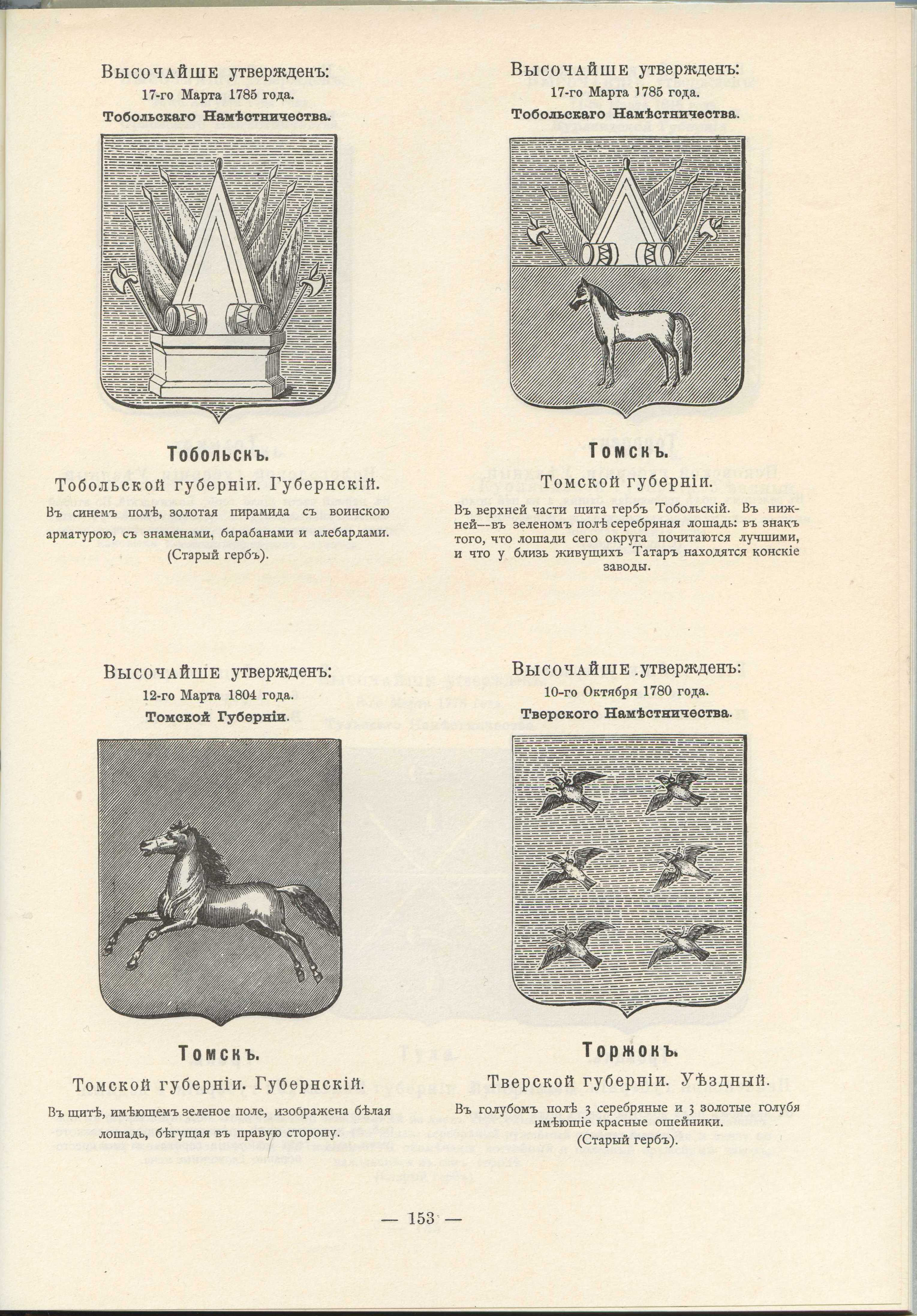
Гербы 1785 и 1804 годов. Из книги П.П. фон Винклера «Гербы городов...» (СПб, 1900)

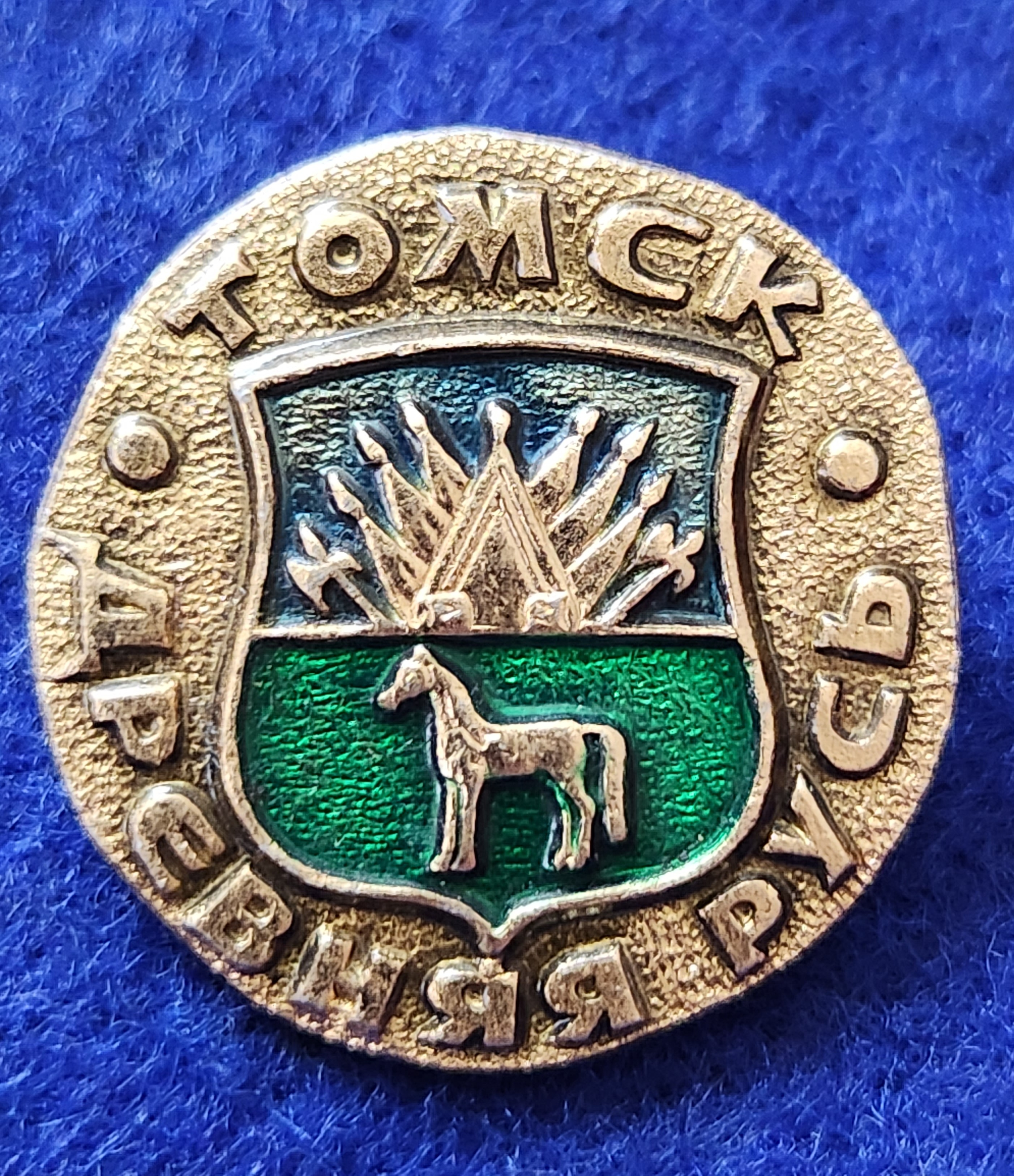
Томск значок серии Древняя Русь с изображением герба 1785 из Гербовника Павела Павловича фон Винклера

В 1782 году Томск вошёл в состав Тобольского наместничества на правах областного города и в 1785 году получил новый герб:«В верхней части щита герб Тобольский. В нижней на зелёном поле серебряная лошадь в знак того, что лошади сей округи почитаются лучшими и что у близ живущих татар имеются конские заводы». Так, впервые на гербе Томска появилась серебряная лошадь (конь), остающаяся символом города до настоящего времени. Стоит отметить, что в 1804 году Томск был крупнейшим торговым центром Западной Сибири, и значительная часть жителей занималась извозом. В дореволюционное время через Томск пролегал Московско-Сибирский тракт, по которому переправляли грузы и почту. Конь в то время являлся не только средством передвижения, но и кормильцем многих томичей.
Герб 1804 года

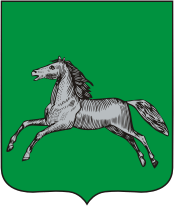
Герб, принятый в 1804 году

В 1804 году была учреждена Томская губерния. В связи с этим 12 марта 1804 года императором Александром I был утверждён герб Томской губернии «В щите, имеющем зелёное поле, изображена белая лошадь, бегущая в правую сторону». Этот герб стал и гербом города Томска. 
В середине XIX века (10/03/1859) составлен проект герба Томска с украшениями — короной, двумя кирками, соединенными Александровской лентой: «В зеленом щите серебряный конь с червлёными глазами и языком». Но он так и не был утверждён. 

Герб Томской губернии, принятый в 1878 году

После указа Николая I, изданного в 1851 году, гербам губернских городов предписывалось обязательно иметь императорскую корону. Согласно этому указу 5 июля 1878 года были высочайше утверждены Александром II «гербы для сорока шести губерний и областей». Описание томского герба гласило: «В зелёном щите, серебряный конь с червлёными глазами и языком. Щит увенчан Императорскою короною и окружён золотыми дубовыми листьями, соединенными Андреевскою лентою». Этот герб являлся официальным гербом Томска и Томской губернии до 1917 года
Советское  и постсоветское время
В советское время герб Томска не использовался. В 1980 году была попытка создать новый герб города, горисполком провел конкурс, закончившийся безрезультатно. Куда делись материалы этого конкурса — неизвестно.
17 июня 1991 года президиум Томского горсовета восстановил исторический герб города. В 1991 году в комиссии по культуре и искусству городского совета Томска было разработано несколько проектов большого герба Томска. Проекты предложили Олег Садовский (руководитель издательства «Виргула»), Леонид Погодский и Владимир Кан, Геннадий Скворцов (щит держат лев и грифон), Эрнст Дюсьметов (щит окружен сосновыми ветвями, над щитом корона с мотивами деревянного зодчества). В октябре 1993 года городской Совет был разогнан, и работы по созданию герба Томска были остановлены.

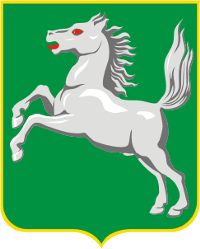
Малый герб, принятый в 1999 году (без короны)

Флаг и герб города Томска (эскиз герба выполнен художником Э.И. Дюсьметовым) утверждены решением городской Думы № 136 от 28 января 1999 года «Об утверждении флага и герба города Томска» (за подписью мэра А.С.Макарова). Тогда же было принято «Положение о гербе и флаге города Томска». Были утверждены большой, средний и малый гербы города: «Статья 4. Большой герб г. Томска: в зелёном поле серебряный вздыбленный вправо конь с червлёными (красными) глазами и языком, над головою коня — золотая корона. Щитодержатели — казаки в червлёных кафтанах, держащие в руках серебряные секиры. Девиз "ТРУДОМ И ЗНАНИЕМ" начертан золотыми буквами на постаменте. Над щитом — золотая птица Сирин. Статья 5. Средний герб г. Томска: в зелёном поле серебряный вздыбленный вправо конь с червлёными (красными) глазами и языком, над головою коня — золотая корона. Щит обрамлён зелёной с серебряными полями лентой. Девиз "ТРУДОМ И ЗНАНИЕМ" начертан золотыми буквами на ленте. Над щитом — золотая птица Сирин. Статья 6. Малый герб г. Томска: в зелёном поле серебряный вздыбленный вправо конь с червлёными (красными) глазами и языком, над головою коня — золотая корона».
Данный герб не прошел экспертизу и не был внесён в Государственный геральдический регистр Российской Федерации. Причиной этого являлось перенесение на герб императорской короны — символа верховной власти, что входит в противоречие с конституционными принципами Российской Федерации и уставными нормами области, согласно которым Томская область является не административной единицей в федеральной системе, а государственным образованием, имеющим собственные государственные институты власти.

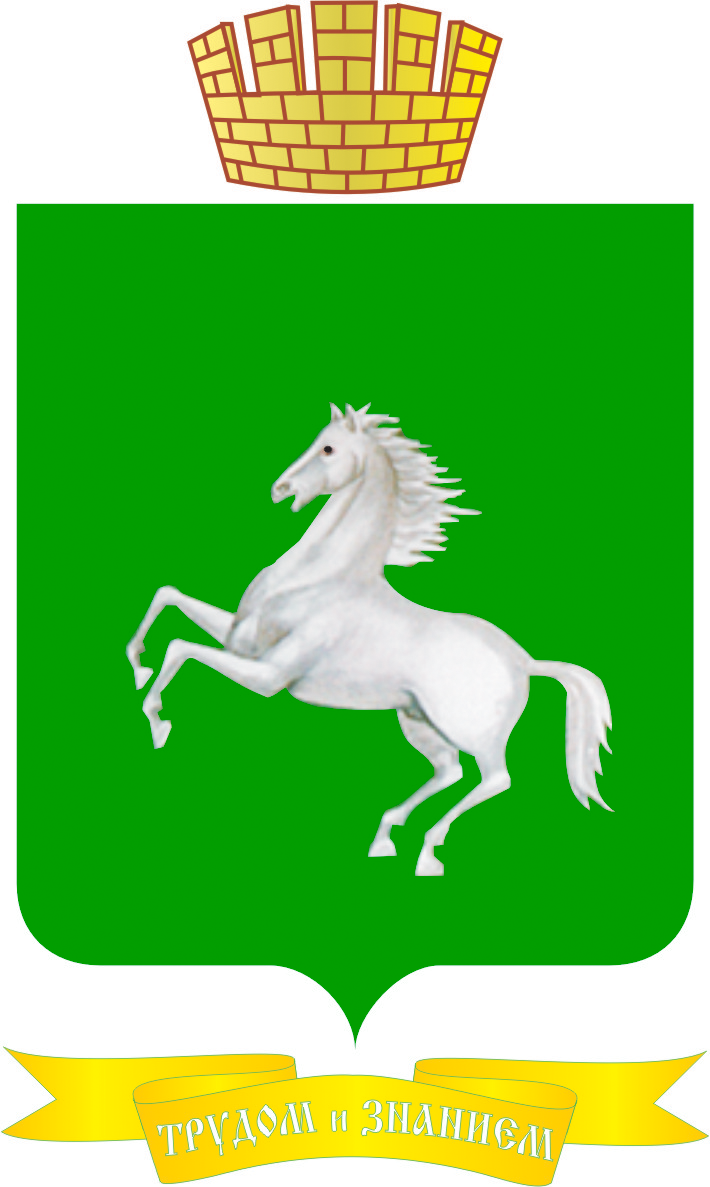
Герб Томска 2003 года

18 ноября 2003 года Томская городская Дума приняла решение № 503 об утверждении Положения «О гербе и флаге города Томска и порядке их использования», а 28 ноября решением № 518 внесла соответствующие изменения в статью 9 устава города. В соответствие с этим положением утверждался герб, незначительно отличающийся от малого герба 1999 года: «Герб Томска представляет собой геральдический щит, в зеленом поле которого — серебряный скачущий конь. Щит увенчан золотой башенной короной о пяти видимых зубцах. Девиз «ТРУДОМ И ЗНАНИЕМ» начертан на золотой ленте серебряными литерами».
Допускалось воспроизведение герба без короны и девиза или без одного из этих элементов. Герб Томска без изменений вновь утверждён Решением Думы Города Томска № 918 от 10 декабря 2013 года. В 2015 году герб Томска подавался на экспертизу в Геральдический совет при президенте, однако экспертизу не прошёл. 
По результатам замечаний Геральдического совета был принят нынешний герб. 27 августа 2019 года Дума города Томска приняла герб, основанный на предыдущем: изменились очертания и размер короны, расположение серебряного скачущего коня, оттенок щита изменён на более тёмный, цвет девизной ленты и цвет литер — зелёные буквы на серебряном фоне.